# Elsa Carlsson (författare)
Elsa Amalia Carlsson, född den 23 augusti 1882 i Vänersborg i Älvsborgs län, död den 19 augusti 1962 i Stockholm, var en svensk lärare och författare.
Elsa Carlsson var dotter till godsägaren Bengt Carlsson och föddes på Mariero herrgård. Hon genomgick Vänersborgs elementarskola för flickor och studerade därefter vid Högre lärarinneseminariet i Stockholm. Den första anställningen var som ämneslärare vid Huskvarna högre folkskola 1904–1912 och hon blev biträdande föreståndare där 1912 och fram till 1920 då skolan ombildats till kommunal mellanskola. Dessutom bedrev hon fortsatta studier vid Högre lärarinneseminariets fjärde avdelning 1915–1916 och 1918–1919. Åren 1919–1923 var hon anställd i Stockholms högre folkskola  och var därefter ämneslärare vid kommunala mellanskolor i Stockholm med omnejd; hon gick i pension 1947. År 1941 var hon svensk reselektor i danska skolor.
Romanen Ett dagsverke, som utkom 1927, är en kulturhistorisk skildring av 70 år i Dalsland. En omarbetad upplaga utkom 1945 och även en finsk översättning. Förutom fackböcker skrev hon även ungdomsböcker, bland annat en serie om barnen på Lunde. Flera av ungdomsböckerna översattes till finska och danska.

### Redaktör
- Svenska dikter samlade och utgivna för skolorna. Stockholm: Bonnier. 1922. Libris 1471136